# Horní Kozolupy
Horní Kozolupy là một làng thuộc huyện Tachov, vùng Plzeňský, Cộng hòa Séc.